# ولادیمیر یروخین
ولادیمیر یروخین (انگلیسی: Vladimir Yerokhin; ۱۰ آوریل ۱۹۳۰ – ۶ اکتبر ۱۹۹۶) بازیکن فوتبال اهل اتحاد جماهیر شوروی سوسیالیستی بود.
از باشگاه‌هایی که در آن بازی کرده‌است می‌توان به باشگاه فوتبال دینامو کی‌یف اشاره کرد.
وی همچنین در تیم ملی فوتبال اوکراین بازی کرده‌است.